# Hillopathes
Hillopathes is een geslacht van neteldieren uit de klasse van de Anthozoa (bloemdieren).

## Soort
- Hillopathes ramosa (van Pesch, 1910)